# Burg-Reuland
Burg-Reuland (en luxembourgeois Buerg-Reiland) est une commune belge située dans la province de Liège, en Région wallonne.
Elle fait partie de la Communauté germanophone de Belgique et constitue de ce fait l'une des neuf communes de langue allemande de Belgique. Il s'agit d'une commune à facilités linguistiques pour les francophones.

## Histoire
En 1285, Conon d'Ouren se trouve au tournoi de Chauvency, près de Montmédy. Dans son reportage poétique, Jacques Bretel raconte la joute au cours de laquelle il se mesure à Perrart de Grailly, son adversaire. L'une des miniatures du manuscrit d'Oxford présente ces deux chevaliers et leurs blasons.

### Période belge
Burg-Reuland fait partie des communes des cantons de l'Est, autrefois allemands qui furent offerts à la Belgique par le Traité de Versailles, en 1919, en compensation des pertes subies lors de la Première Guerre mondiale.
Lors de la fusion des communes de Belgique, en 1977, l'ancienne commune de Reuland fusionna avec celle de Thommen pour prendre sa forme actuelle.

## Héraldique
|  | La ville possède des armoiries qui lui ont été octroyées le 26 janvier 1979. Ce sont les anciennes armoiries de Reuland qui lui avaient été octroyées le 29 septembre 1952. Les armoiries montrent le pli typique des armoiries compliquées de la famille Van Pallandt qui avait agrandi et rénové le château local qu'ils avaient acquis en 1444. Ce château fut détruit en 1792. La famille acquiert le village au XVe siècle et a joué un rôle majeur dans le développement de la région. Blasonnement : D'azur à la bande vivrée d'or. Source du blasonnement : Heraldy of the World. |

## Géographie

### Situation
La commune est délimitée à l'ouest par la province de Luxembourg, au sud-ouest par la frontière luxembourgeoise et au sud-est par la frontière allemande qui la sépare de la Rhénanie-Palatinat. Le tripoint Allemagne-Belgique-Luxembourg se trouve donc dans la commune, plus précisément dans l’enclave sud occupée par le village d’Ouren.

### Communes limitrophes
| Vielsalm         | Saint-Vith                     |                                         |
| Gouvy            | Burg-Reuland                   | Winterspelt (A) Heckhuscheid (A)        |
| Troisvierges (L) | Weiswampach (L) • Clervaux (L) | Lützkampen (A) Harspelt (A) Sevenig (A) |

### Sections
Comme c'est souvent le cas en Belgique, elle est composée de plusieurs villages regroupés en sections. C'est dans celui de Reuland que se trouve le Burg, forteresse médiévale qui lui a donné son nom actuel.
| # | Nom     | Superf. (km²) | Habitants (2020) | Habitants par km² | Code INS |
| - | ------- | ------------- | ---------------- | ----------------- | -------- |
| 1 | Thommen | 55,47         | 2.378            | 43                | 63087A   |
| 2 | Reuland | 54,36         | 1.596            | 29                | 63087B   |

### Démographie: Commune fusionnée
En tenant compte des anciennes communes entraînées dans la fusion de communes de 1977, on peut dresser l'évolution suivante :
Les chiffres des années 1930 à 1970 tiennent compte des chiffres des anciennes communes fusionnées.
- Source: DGS , de 1930 à 1981=recensements population; à partir de 1990 = nombre d'habitants chaque 1 janvier[4]

## Politique et administration

### Sécurité et secours
En ce qui concerne les services de police, la commune dépend de la zone de police Eifel. Quant au service des pompiers, elle dépend de la zone de secours Liège 6.

## Photographies

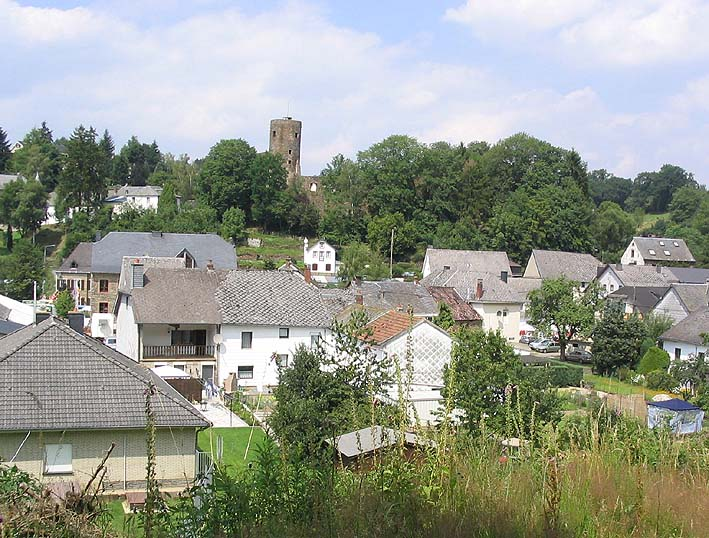
Vue d'ensemble.
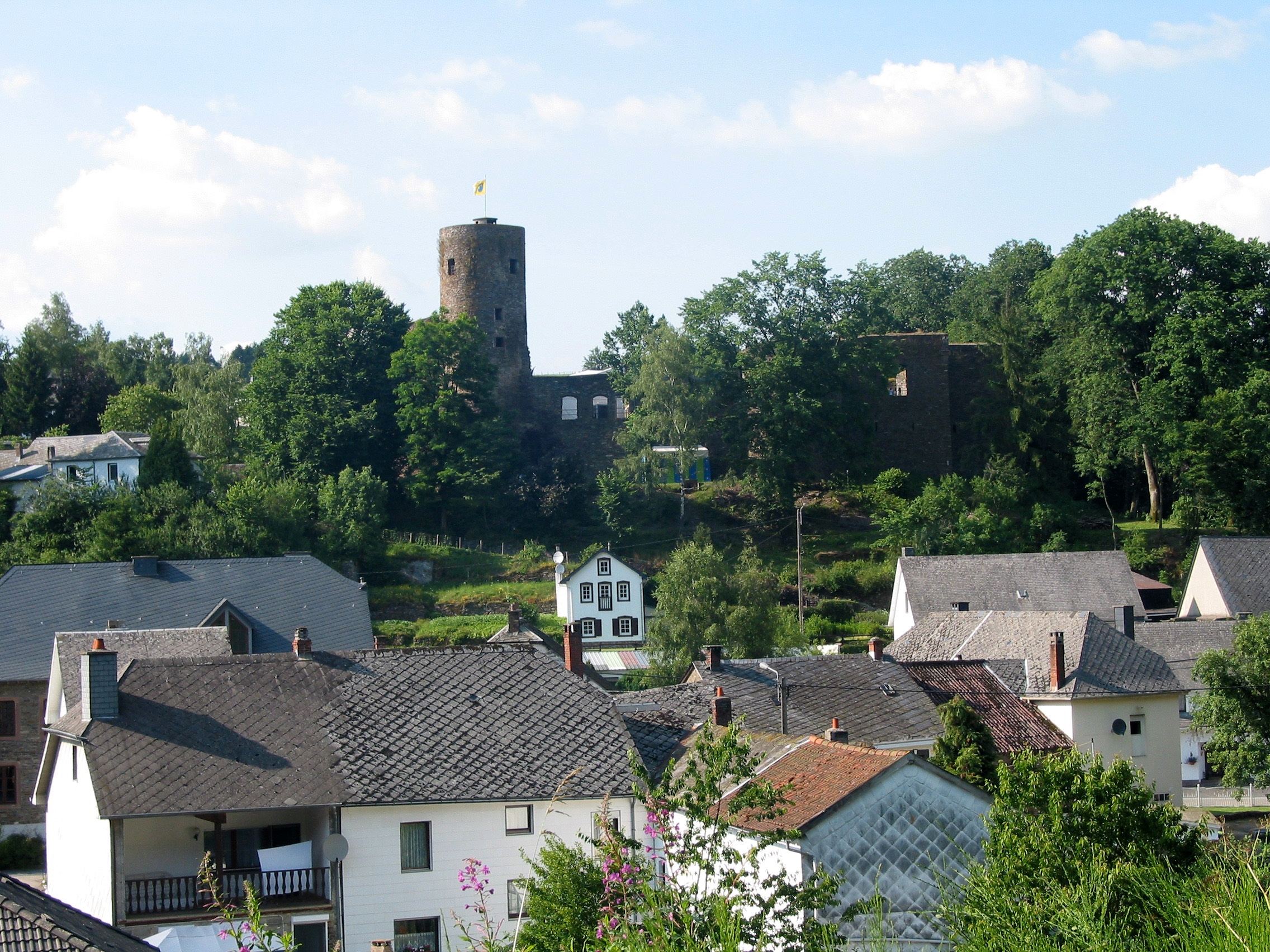
Le château surplombant la ville.
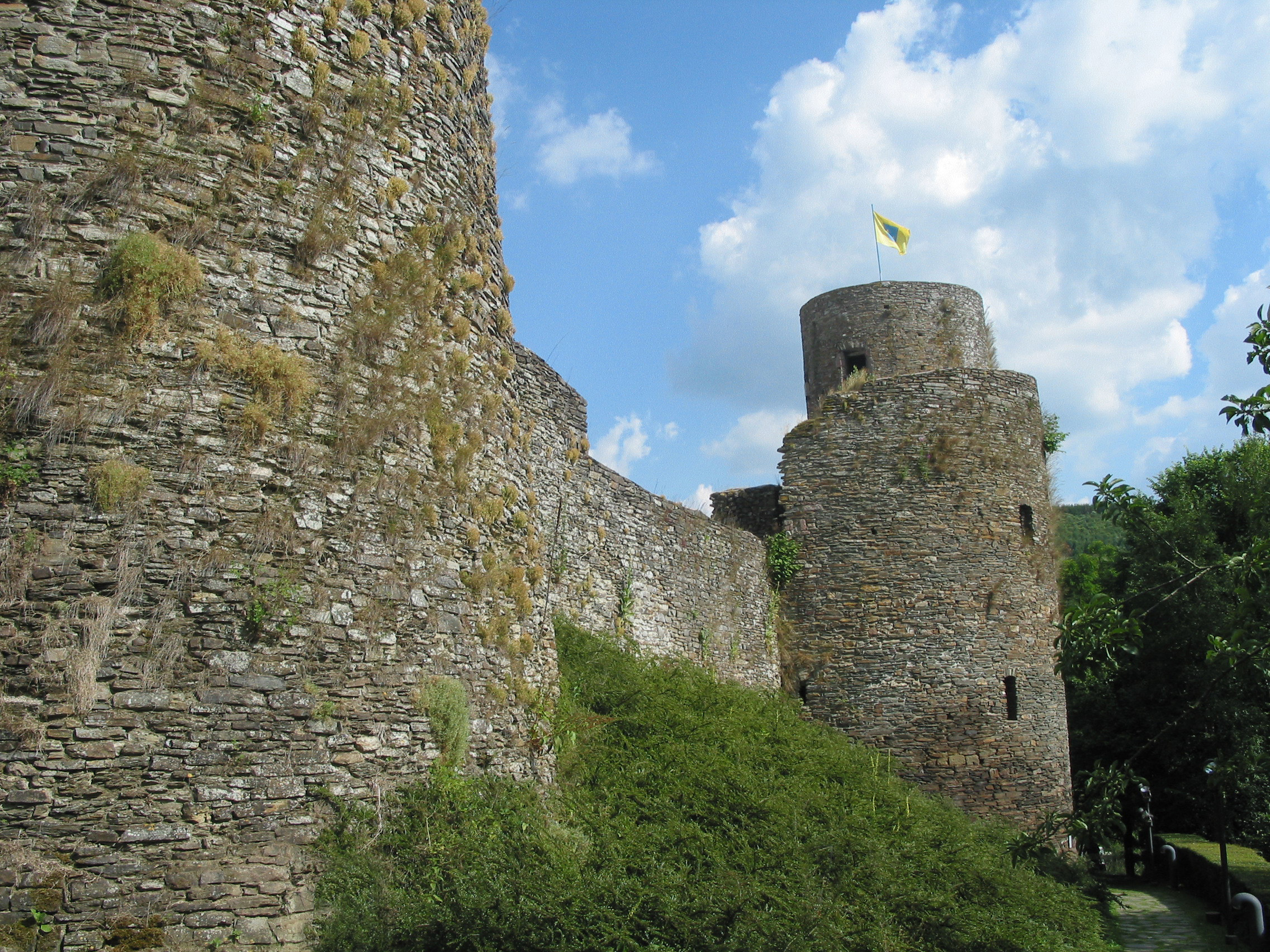
Le château fortifié (XIIe – XIVe siècles).
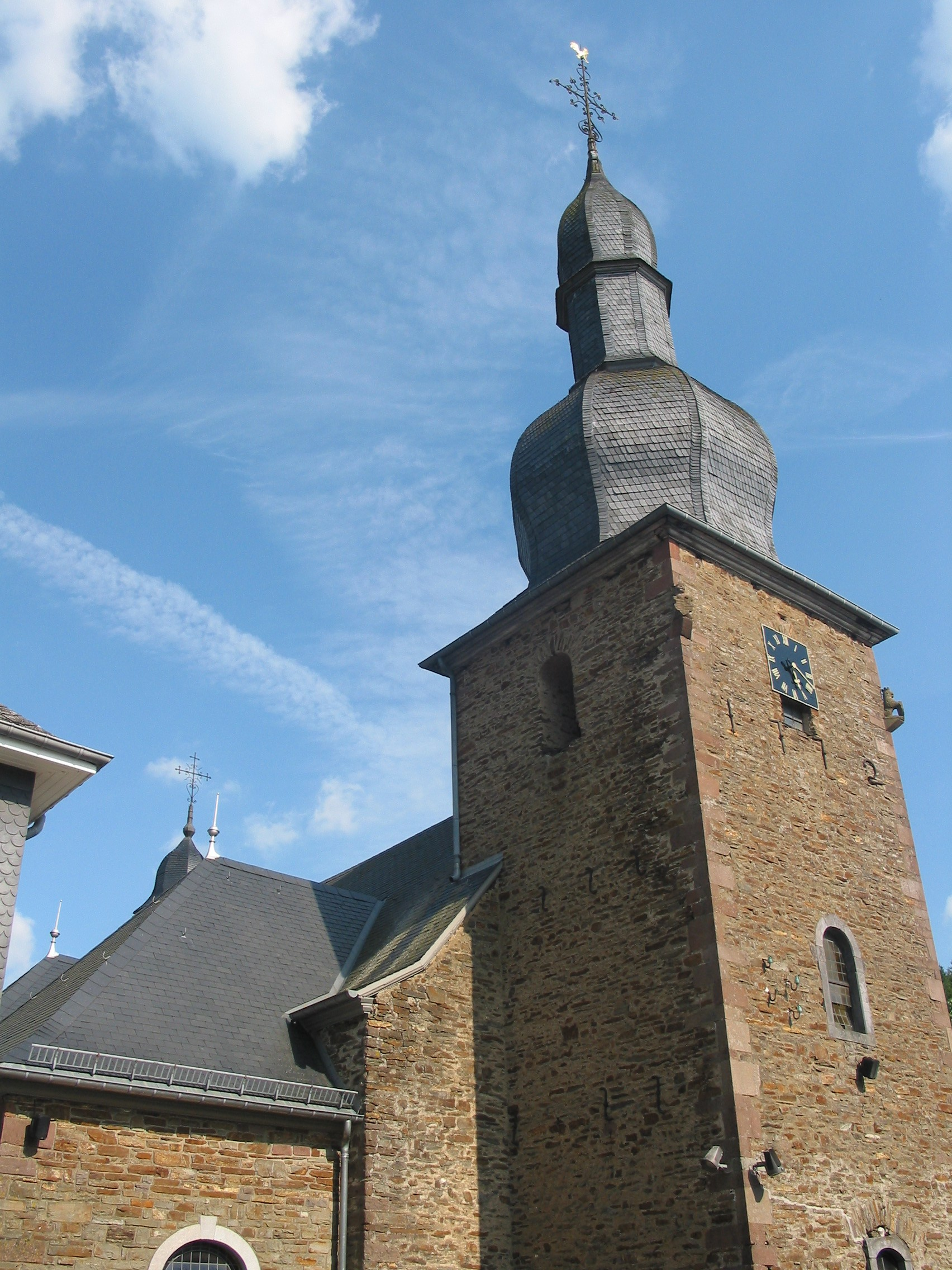
L'église Saint-Étienne (1771).
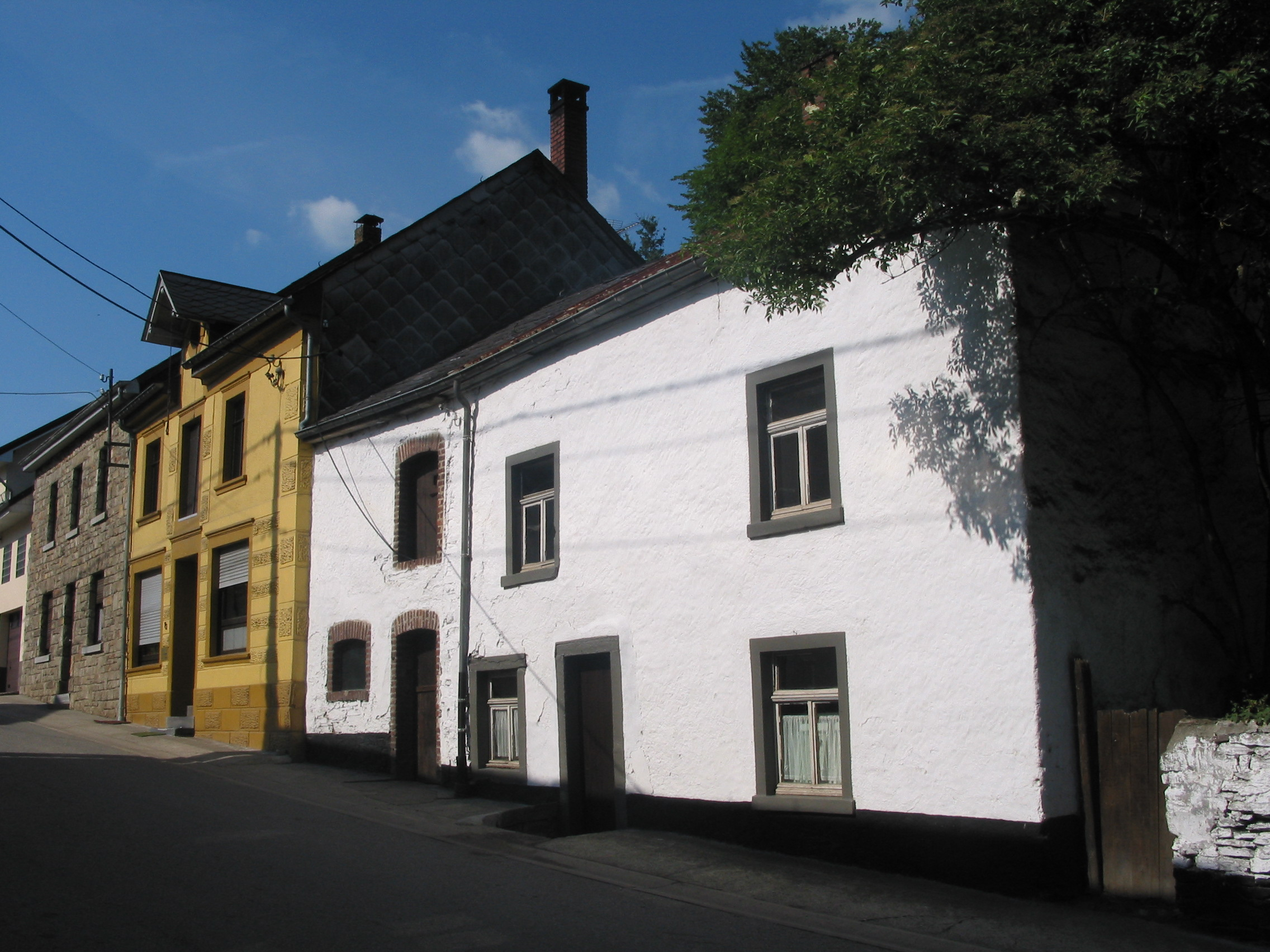
Vieille maison.
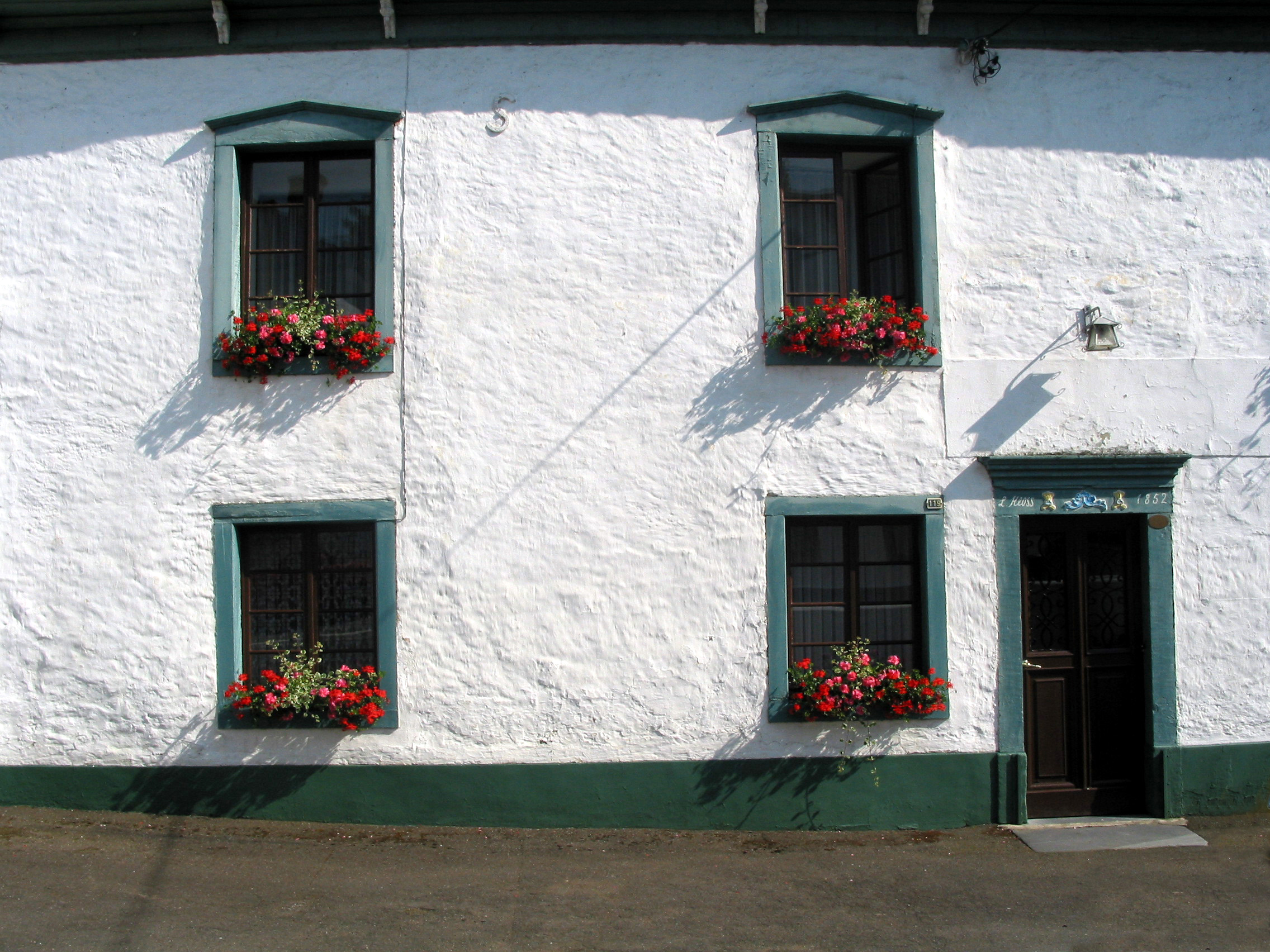
Vieille maison blanche.
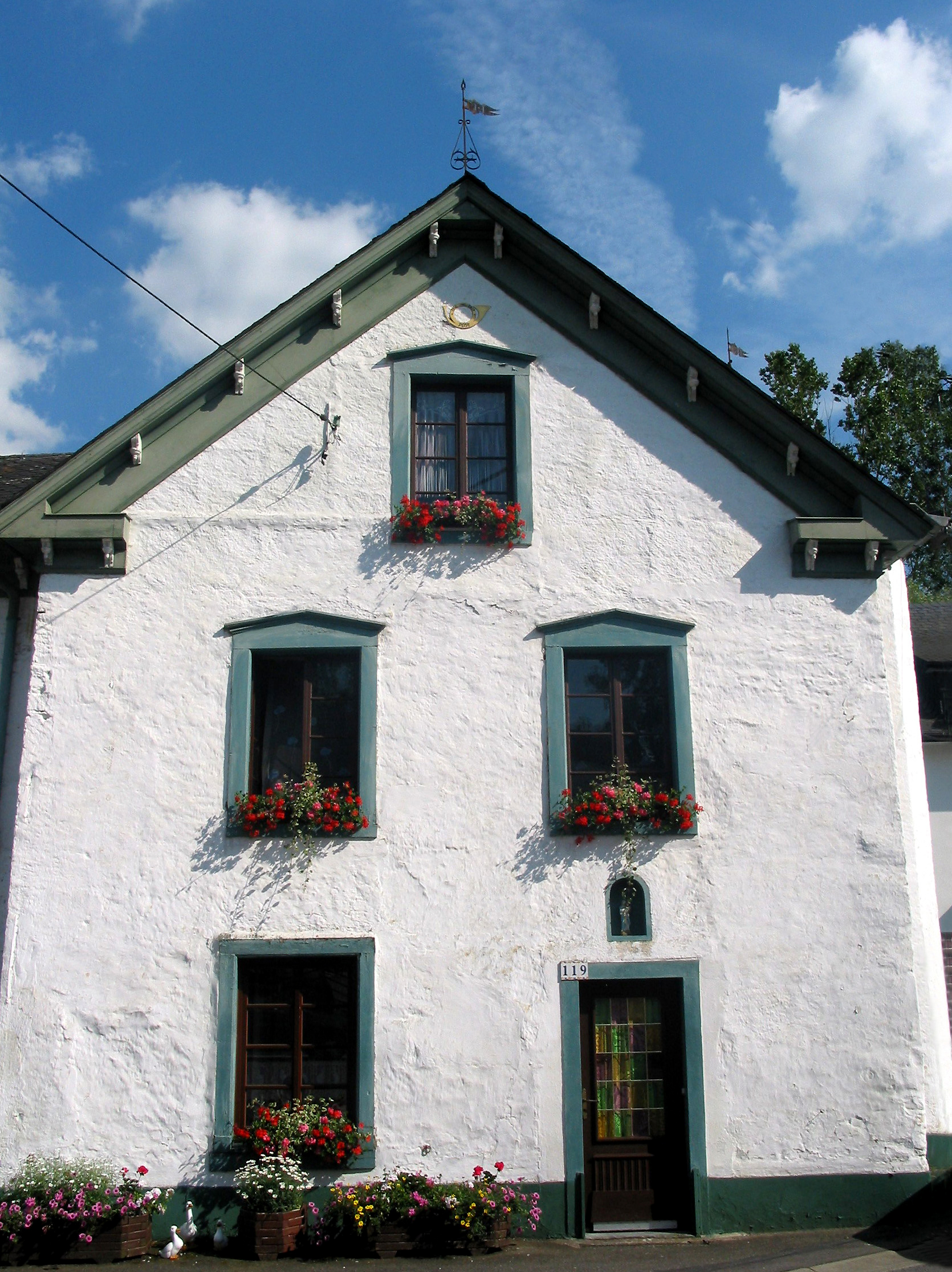
Une maison typique.
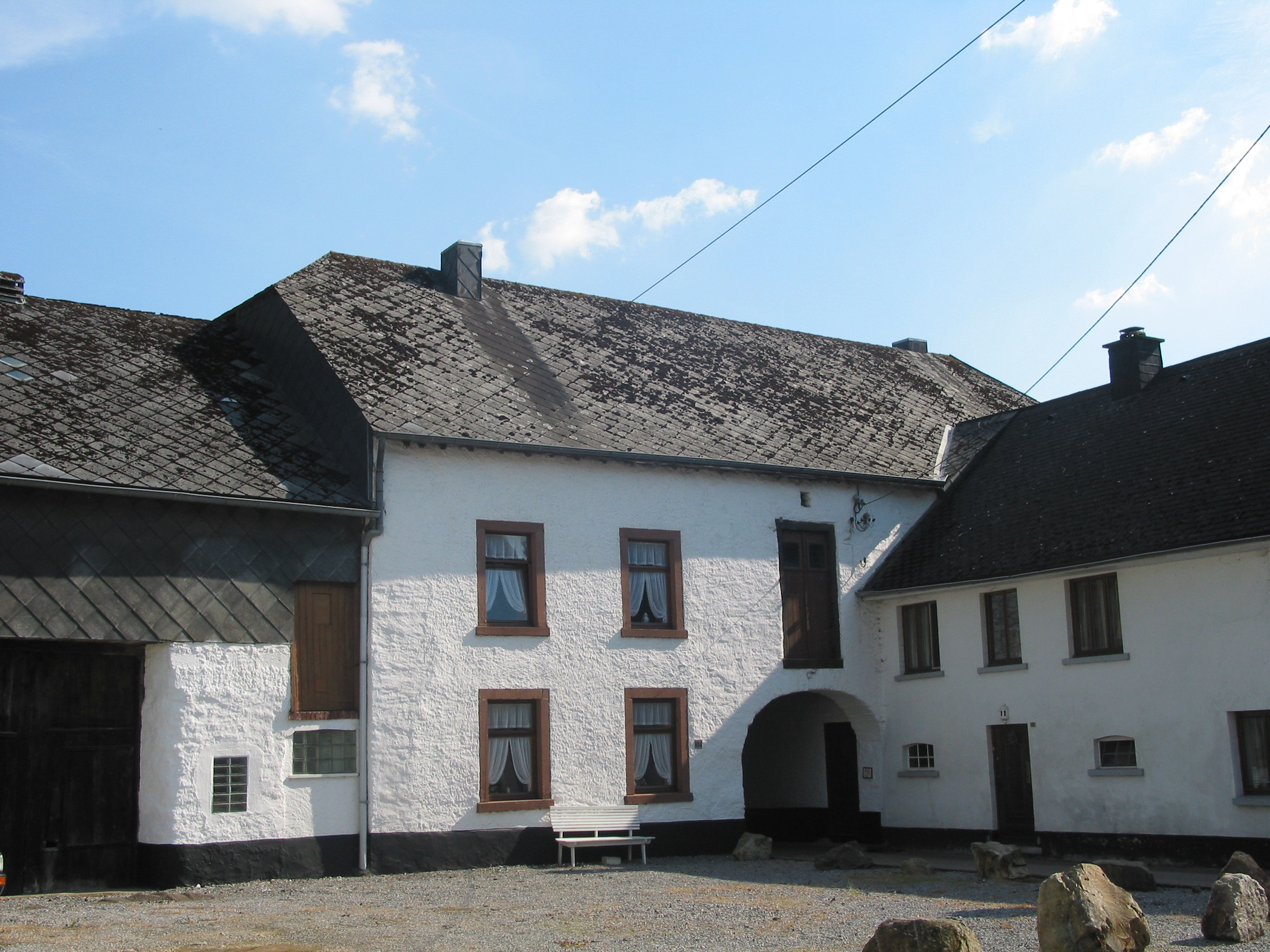
(Haus Peckeneck)
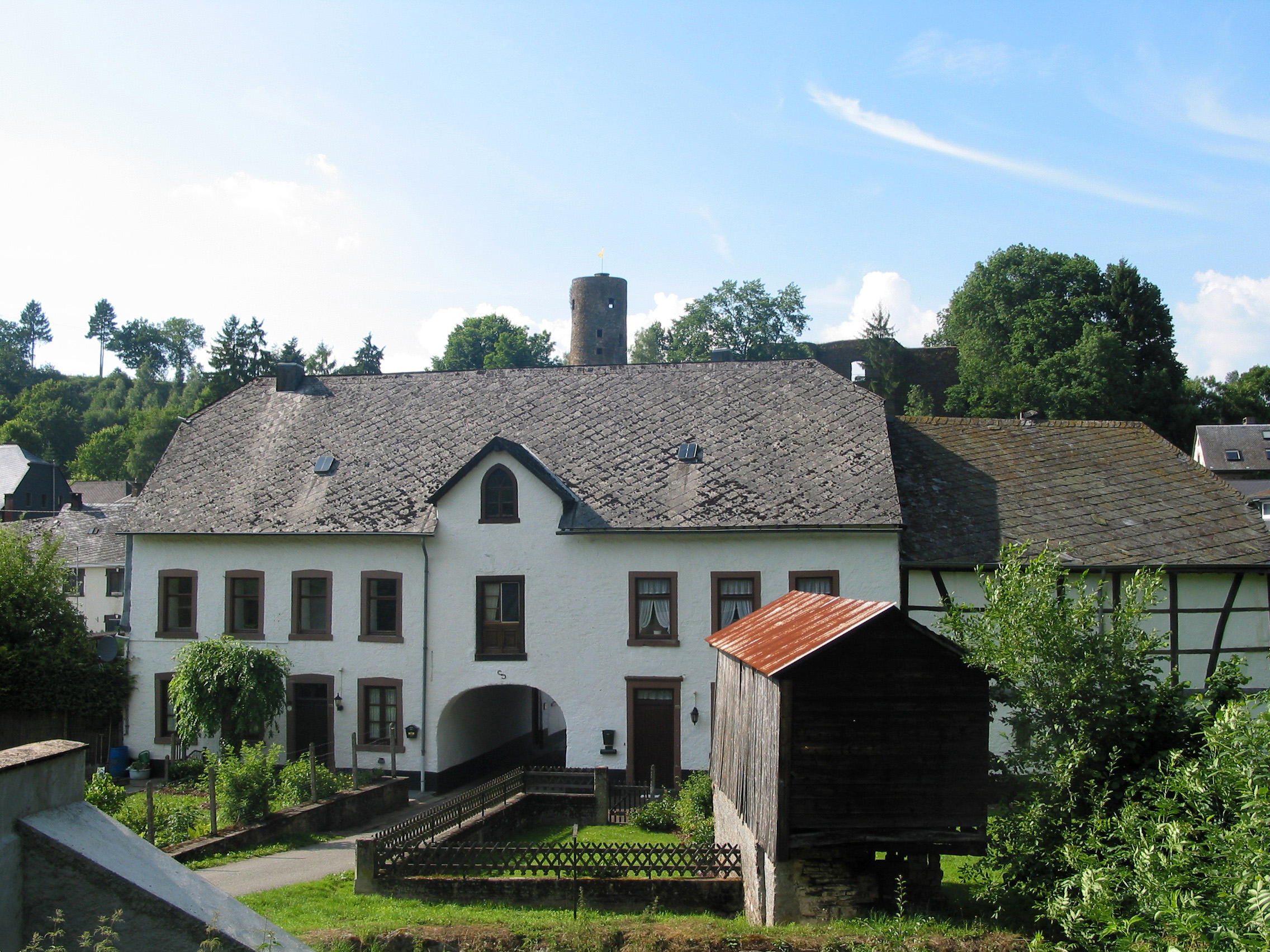
Maison (Haus Peckeneck[5]) et son passage couvert.
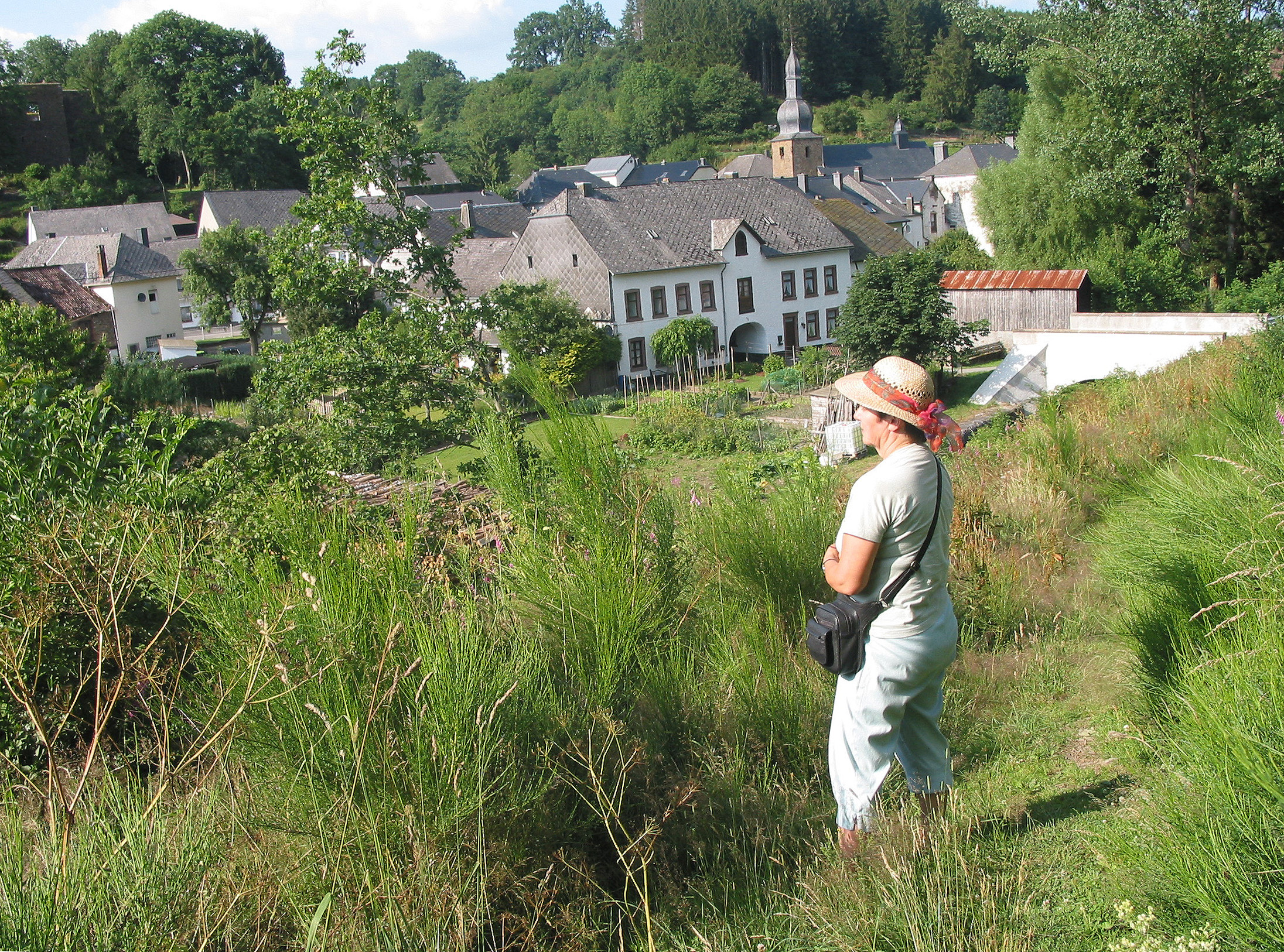
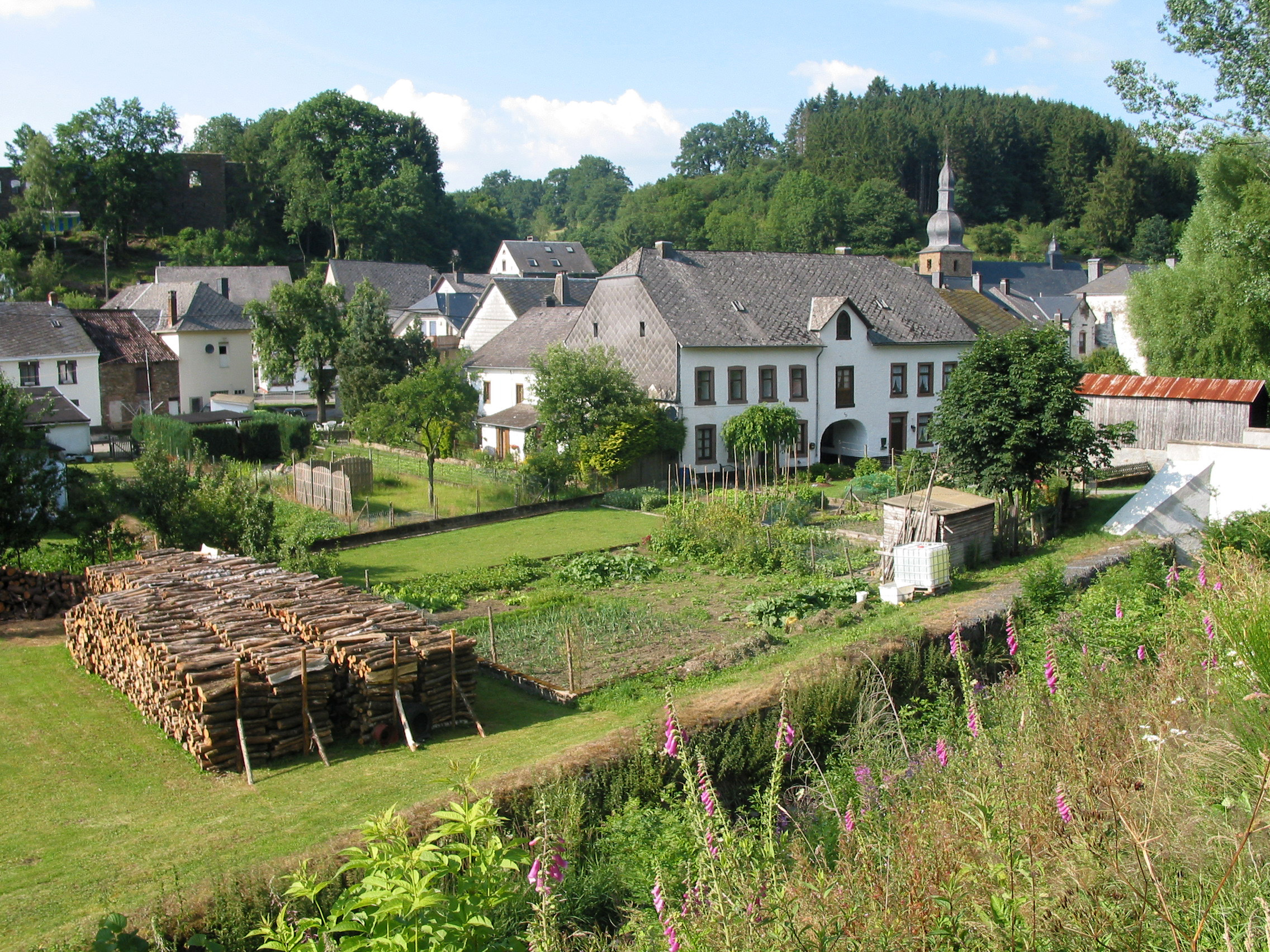
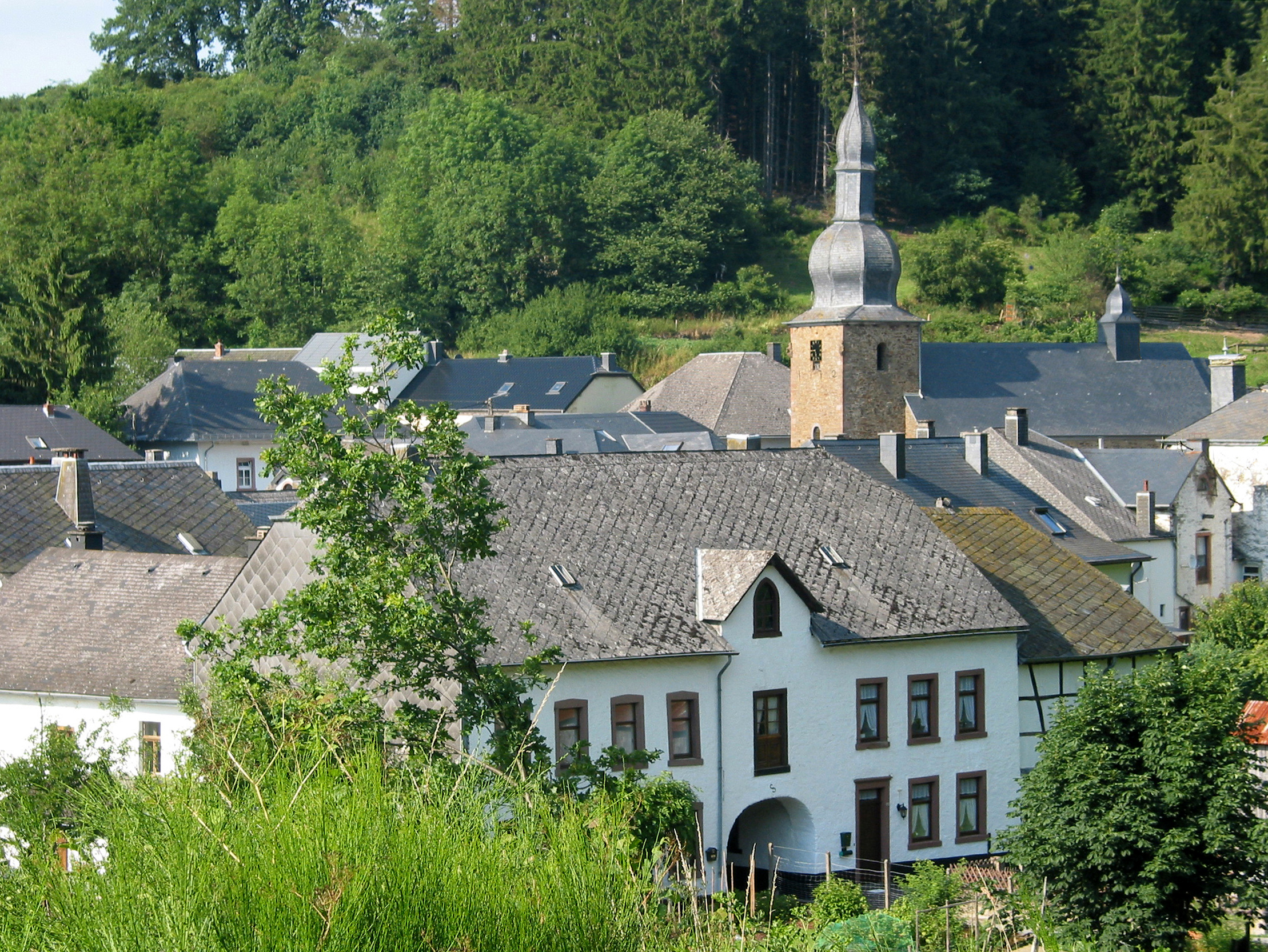
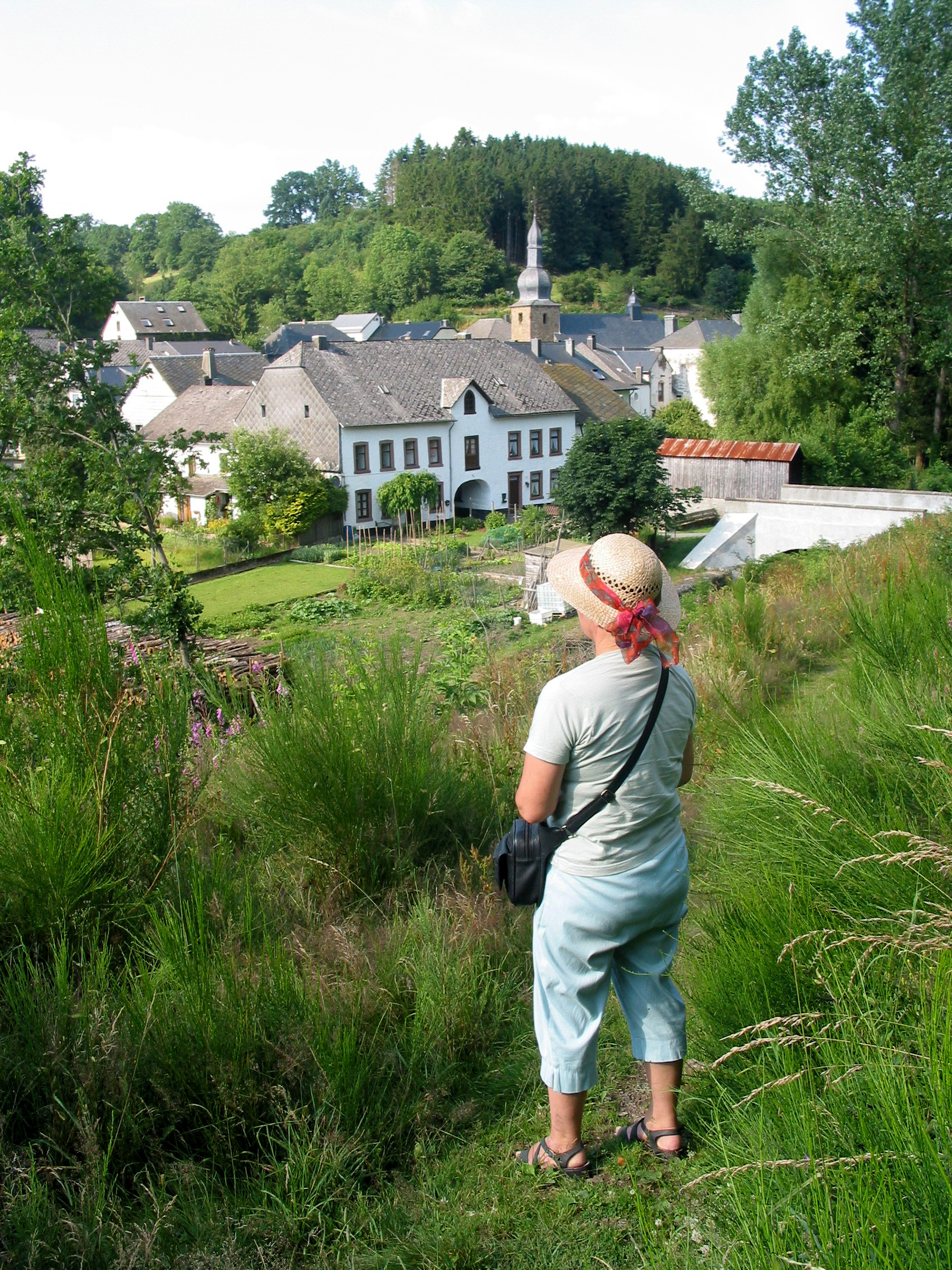
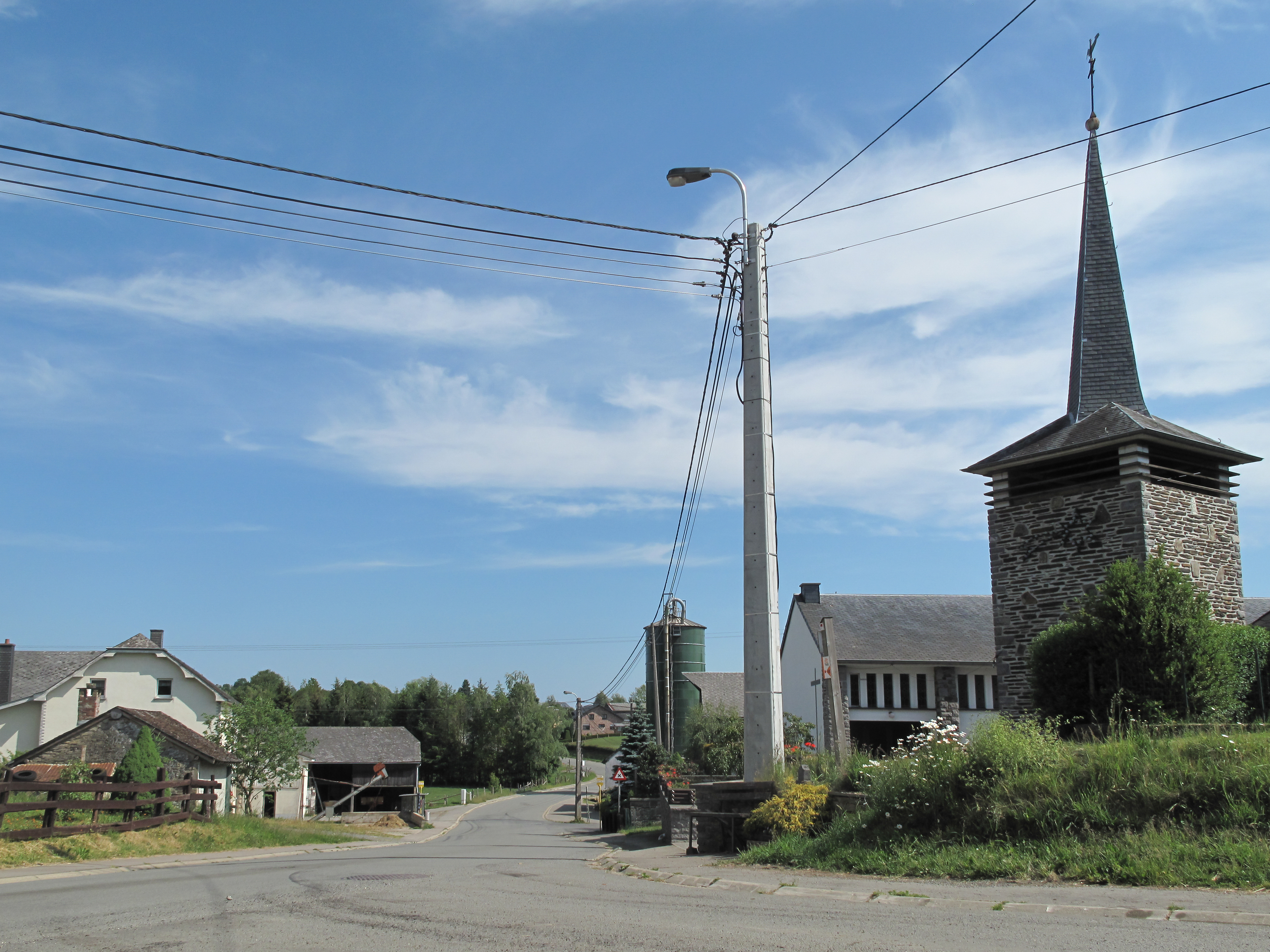
Braunlauf, tour de l'église dans la rue.